# باریان، راولپندی
باریان (به انگلیسی: Barian) یک منطقهٔ مسکونی در پاکستان است که در ناحیه راولپندی واقع شده‌است.